# 13e division de réserve (Empire allemand)
Pour les articles homonymes, voir 13e division.
La 13e division de réserve est une unité de l'armée allemande qui participe à la Première Guerre mondiale. Au déclenchement du conflit, elle forme avec la 14e division de réserve le VIIe corps de réserve. La 13e division de réserve est engagée dans le siège de Maubeuge, puis est positionnée le long de l'Aisne jusqu'en octobre 1915, puis dans le secteur de Verdun.
En 1916, la division est engagée dans la bataille de Verdun. En 1917, elle prend part aux combats dans les monts de Champagne, avant de retrouver un secteur de front vers Verdun. En 1918, la division est transférée dans les Flandres où elle combat jusqu'à la fin du conflit. Elle est engagée dans la bataille de la Lys, puis dans les combats défensifs de l'automne. Après la signature de l'armistice, la division est transférée en Allemagne et dissoute l'année suivante.

## Première Guerre mondiale

### Composition

#### Mobilisation en 1914 - 1915
- 25e brigade d'infanterie de réserve

13e régiment d'infanterie de réserve
56e régiment d'infanterie de réserve
- 28e brigade d'infanterie de réserve

39e régiment d'infanterie de réserve
57e régiment d'infanterie de réserve
- 7e bataillon de jäger de réserve
- 5e régiment de hussards de réserve
- 13e régiment d'artillerie de campagne de réserve (6 batteries)
- 4e compagnie du 7e bataillon de pionniers (1er bataillon de pionniers de Westphalie)

#### 1916
- 28e brigade d'infanterie de réserve

13e régiment d'infanterie de réserve
39e régiment d'infanterie de réserve
57e régiment d'infanterie de réserve
7e bataillon de jäger de réserve
- 2 escadrons du 5e régiment de hussards de réserve
- 13e régiment d'artillerie de campagne de réserve (9 batteries)
- 4e compagnie du 7e bataillon de pionniers (1er bataillon de pionniers de Westphalie)

#### 1917
- 28e brigade d'infanterie de réserve

13e régiment d'infanterie de réserve
39e régiment d'infanterie de réserve
57e régiment d'infanterie de réserve
- 3e escadron du 5e régiment de hussards de réserve
- 100e commandement d'artillerie divisionnaire

13e régiment d'artillerie de campagne de réserve (9 batteries)
- 313e bataillon de pionniers

#### 1918
- 28e brigade d'infanterie de réserve

13e régiment d'infanterie de réserve
39e régiment d'infanterie de réserve
57e régiment d'infanterie de réserve
- 3e escadron du 5e régiment de hussards de réserve
- 100e commandement d'artillerie divisionnaire

13e régiment d'artillerie de campagne de réserve (9 batteries)
90e bataillon d'artillerie à pied
- 313e bataillon de pionniers

### Historique
Au déclenchement de la Première Guerre mondiale, la 13e division de réserve forme avec la 14e division de réserve le VIIe corps d'armée de réserve rattaché à la IIe armée allemande.

#### 1914
- 2 - 14 août : concentration, puis progression vers Liège qu'elle traverse après la prise de la ville et des forts.
- 14 - 25 août : progression vers Namur.
- 25 août - 8 septembre : progression vers le sud ; à partir du 28 août, la division est engagée dans le siège de Maubeuge[1].
- 8 - 15 septembre : après la reddition de Maubeuge, la division se dirige vers le sud.
- 15 - 30 septembre : engagée dans la bataille de l'Aisne, combat dans le secteur Craonne, Pontavert le 15 septembre, vers Cerny-en-Laonnois le 16 septembre.

#### 1915
- 30 septembre 1914 - 30 octobre 1915 : occupation d'un secteur dans la région de Braye-en-Laonnois et Cerny-en-Laonnois.

3 novembre 1914 : combat dans Vailly-sur-Aisne.
- 30 octobre - 25 décembre : retrait du front, repos et entrainement entre Charleroi et Valenciennes.
- 25 décembre 1915 - 10 janvier 1916 : mouvement vers la région de Verdun, concentration de la division dans la région de Damvillers.

#### 1916
- 10 janvier - 21 février : occupation d'un secteur dans la région de Damvillers, la division organise la ligne de front en préparation de l'attaque.
- 21 février - 10 mars : engagée dans la bataille de Verdun dans le secteur d'Haumont, bois d'Haumont ; combats dans le secteur de Samogneux dans la région Vacherauville, Haudremont et Cote du Poivre. La division déplore plus de 51 % de pertes[1].
- 10 - 15 mars : retrait du front, repos.
- 15 mars - 8 décembre : occupation d'un secteur sur le front de Verdun, vers Haudremont à l'ouest de Douaumont actions locales.

24 octobre : engagée dans l'attaque française et subit de fortes pertes. Puis occupation d'un secteur entre la route de Louvemont à Bras-sur-Meuse et le bois Chaufour.
- 8 - 22 décembre : retrait du front, repos dans la région de Marville et de Longuyon.
- 22 décembre 1916 - 20 mai 1917 : transport par V.F. en Champagne, occupation d'un secteur à partir du 29 décembre à l'est de Reims vers Nogent-l'Abbesse.

#### 1917
- 20 - 30 mai : mouvement de rocade, relève de la 242e division d'infanterie dans le secteur du mont Cornillet[1], engagée dans la bataille des monts de Champagne, actions locales vers le mont Haut et le mont Cornillet.
- 31 mai - 8 juin : retrait du front, repos.
- 9 juin - 30 août : mouvement vers le front, occupation d'un secteur à l'est de Reims dans la région sud de Cernay-lès-Reims ; actions locales.
- 30 août - 8 septembre : retrait du front, transport dans la région de Verdun, concentration et repos sur la rive droite de la Meuse.
- 9 septembre - 13 octobre : mouvement vers le front sur la rive droite de la Meuse.

24 septembre : attaque allemande à l'est de Beaumont-en-Verdunois sur le bois le Chaume, la division subit de fortes pertes.
10 octobre : nouvelle attaque allemande dans le même secteur.
- 13 octobre - novembre : retrait du front, repos dans la région de Briey.
- novembre 1917 - 5 avril 1918 : mouvement vers le front sur la rive gauche de la Meuse, occupation d'un secteur du front vers le bois d'Avocourt.

#### 1918
- 5 - 16 avril : relevée par la division de remplacement royale bavaroise (en), repos dans la région de Montmédy.
- 16 - 22 avril : transport par V.F. par Carignan, Sedan, Charleville, Givet, Dinant, Namur, Charleroi, Ath, Melle, Gand, Tielt[2]. À partir du 19 avril, repos dans cette région.
- 22 - 24 avril : mouvement vers le front vers le secteur de Dixmude, puis transport par V.F. vers Ledegem.
- 25 avril - 12 juin : engagée dans la bataille de la Lys, attaque sur Voormezele durant trois jours, la division est relevée par la 49e division de réserve. Après quelques jours de repos la division relève la 49e division de réserve et occupe le même secteur jusqu'au 11 mai[2].

11 - 28 mai : retrait du front, repos.
28 mai - 12 juin : occupation d'un secteur au sud-ouest de Merris.
- 12 juin - 9 juillet : retrait du front, repos dans la région de Bruges puis de Gand.
- 9 - 27 juillet : relève de la 4e division d'infanterie bavaroise[2] et occupation d'un secteur à l'ouest de Merris, durant cette période la division subit des pertes importantes.
- 27 juillet - 18 août : relevée par la 4e division d'infanterie[2], repos et reconstitution dans la région de Douai.
- 18 août - 29 septembre : relève de la 35e division d'infanterie[2] dans un secteur à l'est de Merkem, la division déplore durant cette période de nombreuses pertes dont 1 500 hommes faits prisonniers[2].
- 29 septembre - 14 octobre : retrait du front, repos au nord de Staden.
- 14 - 20 octobre : mouvement vers le front dans le secteur de Cortemark.
- 20 - 30 octobre : retrait du front, repos.
- 30 octobre - 11 novembre : mouvement vers le front vers Deinze, le 3 novembre la division est localisée à Nazareth. Après la signature de l'armistice, la division est transférée en Allemagne où elle est dissoute au cours de l'année 1919.

## Chefs de corps
| Grade                  | Nom                   | Date                        |
| ---------------------- | --------------------- | --------------------------- |
| General der Kavallerie | Alfred von Kühne      | 2 août 1914 - 3 avril 1918  |
| Generalleutnant        | Hans Hugo von Oertzen | 4 avril - 17 septembre 1918 |